# Нард
Нард или спиканард е етерично масло, получено от корените и стъблата на Nardostachys jatamansi, който расте в Хималаите на височина 3000–4000 m н.в.

## Начин на подготовка
Той се произвежда от дълги и бавно приготвяни настъргани парчета от това растение в смес от вода, вино и зехтин.

## Употреба
- В библейски времена нардово масло е било използвано като парфюм, съставка на тамян или лекарство. Също се използва, за да помажат главата изтъкнати гости или мъртвите.[1]
- Нард като лечебно средство в народната медицина в Индия се използва от чукат на сърцето, главоболие, тремор и гърчове. В Китай, тя се използва за лечение на болки в гърдите и корема. Тестовете са показали, че нард има подобен ефект като валериана, но показва по-малка токсичност.[2]
- Лабораторни тестове върху мишки в Индия показват, че нард подобрява ученето и паметта при млади мишки и предотвратява на деменция на памет при възрастните мишки. Може да намери приложение при хора за лечение на болестта на Алцхаймер, смущения на вниманието и амнезия.[3]

## В Библия
| „         | Алабастрения съд с миро от чист и скъпоценен нард. И когато Той беше във Витания, и седеше на трапезата в къщата на Симона прокажения, дойде една жена, която имаше алабастрен съд с миро от чист и скъпоценен нард; и като счупи съда, изля мирото на главата Му. Символ на „счупването“ – смъртта на Исус Христос, и последващото благоухание на Добрата Вест – Евангелието на Исус Христос. Мария счупи съда и изпълни цялата къща с миризма. Символ на Исус който щеше да умре, и да възкръсне от гроба и благоуханието на неговото спасително дело щеше да изпълни цялата земя. | “ |
| Марк 14:3 | |   |

## В католическа църква
Според Ватикана, растението цъфтежа в герб на папа Франциск е представяне на нард и символизира Йосиф Обручник.